# Payolansek
Payolansek is een bestuurslaag in het regentschap Payakumbuh van de provincie West-Sumatra, Indonesië. Payolansek telt 3479 inwoners (volkstelling 2010).